# Alfredo Gómez Urcuyo
Alfredo Gómez Urcuyo (Rivas, 19 de agosto de 1942) es un veterinario y político nicaragüense de ideología liberal. 
En las elecciones generales de octubre de 1996, Gómez Urcuyo resultó electo como diputado suplente por el PLC ante la Asamblea Nacional de Nicaragua para el período del 10 de enero de 1997 al 10 de enero de 2002. 
El 10 de octubre de 2005, fue elegido Vicepresidente de Nicaragua tras la renuncia de José Rizo Castellón para servir el resto del mandato hasta enero de 2007.